# Glenmore Tarns
Die Glenmore Tarns sind eine Gruppe von Seen im Mackenzie District der Region Canterbury auf der Südinsel von Neuseeland.

## Geographie
Die Glenmore Tarns sind eine Gruppe von zwölf Seen in einem Feuchtgebiet, südöstlich des Joseph Stream und des Joseph Valley Wettland, rund 5,4 km westlich des Lake Tekapo und rund 2,8 km nordwestlich des Lake Alexandrina. Die Seen liegen zusammen in einem rund 1 km² großen Gebiet. Die beiden größten Seen der Gruppe umfassen je eine Fläche von rund 4,7 Hektar und 3,5 Hektar. Alle anderen sind wesentlich kleiner. Zusammen umfassen sie alle eine Fläche von rund 15,8 Hektar. Die Glenmore Tarns liegen auf einer Höhe von um die 895 m.
Sechs der nördlich gelegenen Seen entwässern über ein zusammenhängendes Abflusssystem, wenn sie überlaufen. Die südlicheren sechs Seen entwässern hingegen über ein eigenes Abflusssystem, wenn auch ihr Wasserstand hoch genug ist. Alle Abflüsse münden in den Lake Alexandrina.